# Taekwondo nos Jogos Pan-Americanos de 2015 - Mais de 80 kg masculino
A categoria mais de 80 kg masculino do taekwondo nos Jogos Pan-Americanos de 2015 foi disputada em 22 de julho no Centro Esportivo Mississauga, em Mississauga. 

## Calendário
Horário local (UTC-4).
| Data        | Horário | Fase                |
| ----------- | ------- | ------------------- |
| 22 de julho | 14:20   | Oitavas de final    |
| 22 de julho | 15:20   | Quartas de final    |
| 22 de julho | 16:20   | Semifinal           |
| 22 de julho | 20:20   | Repescagem          |
| 22 de julho | 20:50   | Disputa pelo bronze |
| 22 de julho | 20:50   | Final               |

## Medalhistas
| Ouro   | CUB Rafael Alba                        |
| Prata  | VEN Carlos Rivas                       |
| Bronze | CAN Marc-Andre Bergeron USA Philip Yun |

## Resultados

### Chave
Legenda
- DSQ — Desqualificado

|  | Oitavas de final     | Oitavas de final     | Oitavas de final |  |  | Quartas de final        | Quartas de final        | Quartas de final |    |                 | Semifinal       | Semifinal       | Semifinal |  |  | Final | Final | Final |
|  |                      |                      |                  |  |  |                         |                         |                  |    |                 |                 |                 |           |  |  |       |       |       |
|  |                      |                      |                  |  |  |                         |                         |                  |    |                 |                 |                 |           |  |  |       |       |       |
|  |                      |                      |                  |  |  | CUB Rafael Alba         | CUB Rafael Alba         | 15               |    |                 |                 |                 |           |  |  |       |       |       |
|  | JAM Kenneth Edwards  | JAM Kenneth Edwards  | 0                |  |  | USA Philip Yun          | USA Philip Yun          | 3                |    |                 |                 |                 |           |  |  |       |       |       |
|  | USA Philip Yun       | USA Philip Yun       | 7                |  |  |                         |                         |                  |    | CUB Rafael Alba | CUB Rafael Alba | 8               |           |  |  |       |       |       |
|  | URU Braian Elliot    | URU Braian Elliot    | 11               |  |  |                         | MEX Misael Lopez        | MEX Misael Lopez | 5  |                 |                 |                 |           |  |  |       |       |       |
|  | ISV Douglas Townsend | ISV Douglas Townsend | 2                |  |  | URU Braian Elliot       | URU Braian Elliot       | 2                |    |                 |                 |                 |           |  |  |       |       |       |
|  | DOM Victor Feliz     | DOM Victor Feliz     | 5                |  |  | MEX Misael Lopez        | MEX Misael Lopez        | 3                |    |                 |                 |                 |           |  |  |       |       |       |
|  | MEX Misael Lopez     | MEX Misael Lopez     | 18               |  |  |                         |                         |                  |    |                 | CUB Rafael Alba | CUB Rafael Alba | 11        |  |  |       |       |       |
|  |                      |                      |                  |  |  |                         | VEN Carlos Rivas        | VEN Carlos Rivas | 4  |                 |                 |                 |           |  |  |       |       |       |
|  |                      |                      |                  |  |  | BRA Guilherme Cezario   | BRA Guilherme Cezario   | 2                |    |                 |                 |                 |           |  |  |       |       |       |
|  | ARG Martin Sio       | ARG Martin Sio       | 8                |  |  | ARG Martin Sio          | ARG Martin Sio          | 4                |    |                 |                 |                 |           |  |  |       |       |       |
|  | CHI Leonardo Zamora  | CHI Leonardo Zamora  | 5                |  |  |                         |                         |                  |    | ARG Martin Sio  | ARG Martin Sio  | 9               |           |  |  |       |       |       |
|  | COL Moises Molinares | COL Moises Molinares | 1                |  |  |                         | VEN Carlos Rivas        | VEN Carlos Rivas | 10 |                 |                 |                 |           |  |  |       |       |       |
|  | VEN Carlos Rivas     | VEN Carlos Rivas     | 14               |  |  | VEN Carlos Rivas        | VEN Carlos Rivas        | 4                |    |                 |                 |                 |           |  |  |       |       |       |
|  |                      |                      |                  |  |  | CAN Marc-Andre Bergeron | CAN Marc-Andre Bergeron | 1                |    |                 |                 |                 |           |  |  |       |       |       |
|  |                      |                      |                  |  |  |                         |                         |                  |    |                 |                 |                 |           |  |  |       |       |       |

### Disputa pelo bronze
|  | Semifinal               | Semifinal               | Semifinal |  |  | Disputa pelo bronze     | Disputa pelo bronze     | Disputa pelo bronze |
|  |                         |                         |           |  |  |                         |                         |                     |
|  |                         |                         |           |  |  | MEX Misael Lopez        | MEX Misael Lopez        | 7                   |
|  | CAN Marc-Andre Bergeron | CAN Marc-Andre Bergeron | 9         |  |  | CAN Marc-Andre Bergeron | CAN Marc-Andre Bergeron | 8                   |
|  | COL Moises Molinares    | COL Moises Molinares    | 2         |  |  |                         |                         |                     |

|  | Semifinal      | Semifinal      | Semifinal |  |  | Disputa pelo bronze | Disputa pelo bronze | Disputa pelo bronze |
|  |                |                |           |  |  |                     |                     |                     |
|  |                |                |           |  |  | USA Philip Yun      | USA Philip Yun      | 9                   |
|  | USA Philip Yun | USA Philip Yun |           |  |  | ARG Martin Sio      | ARG Martin Sio      | 2                   |
|  |                |                |           |  |  |                     |                     |                     |